# Most Cłowy w Szczecinie
Most Cłowy – most w Szczecinie na Regalicy łączący Lewobrzeże miasta z Prawobrzeżem. Znajduje się na przedłużeniu ul. Gdańskiej przed skrzyżowaniem z ul. Przestrzenną i ul. Eskadrową.

## Historia

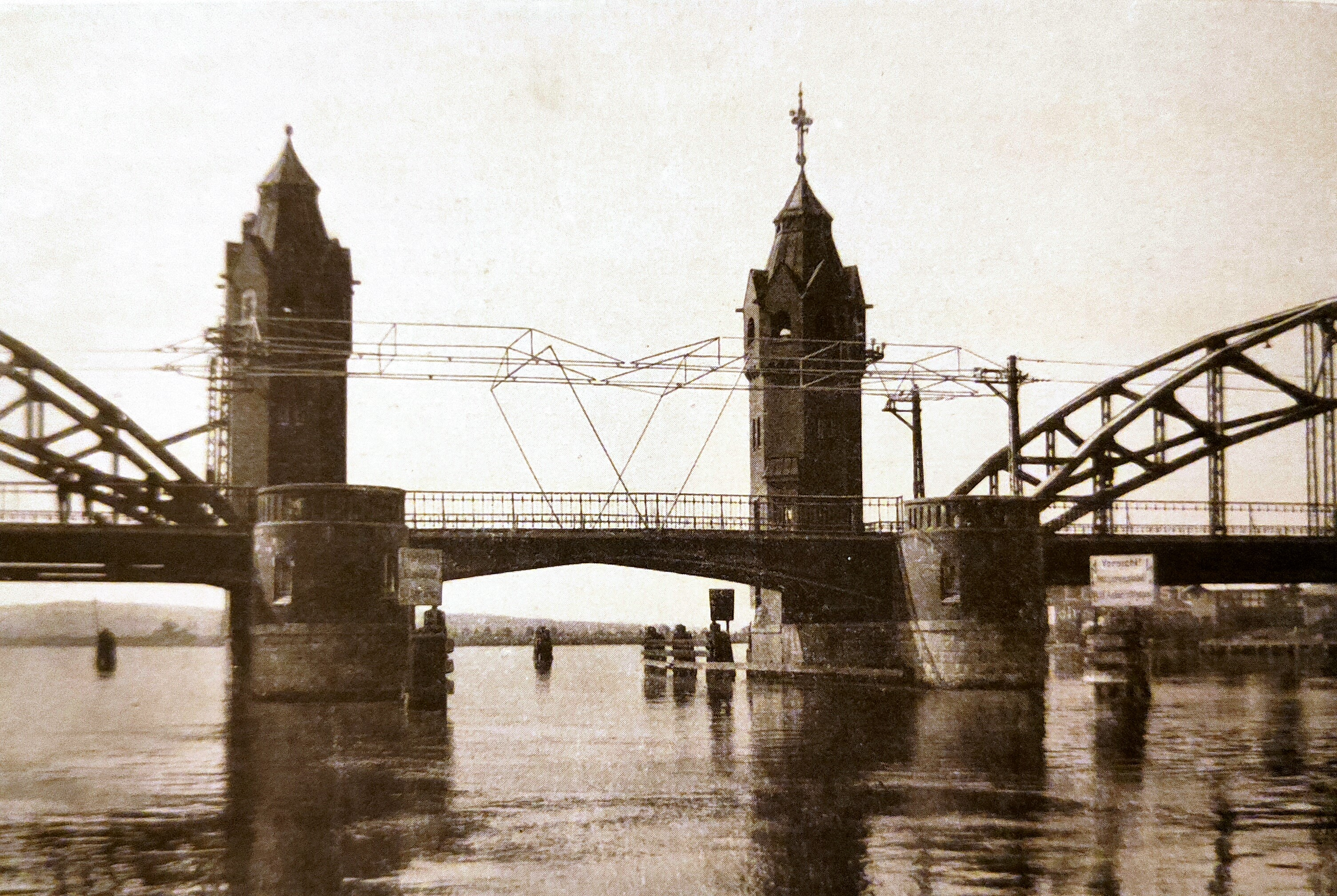
Zollbrücke w latach 20. XX wieku. Widoczna sieć trakcyjna linii tramwajowej nr

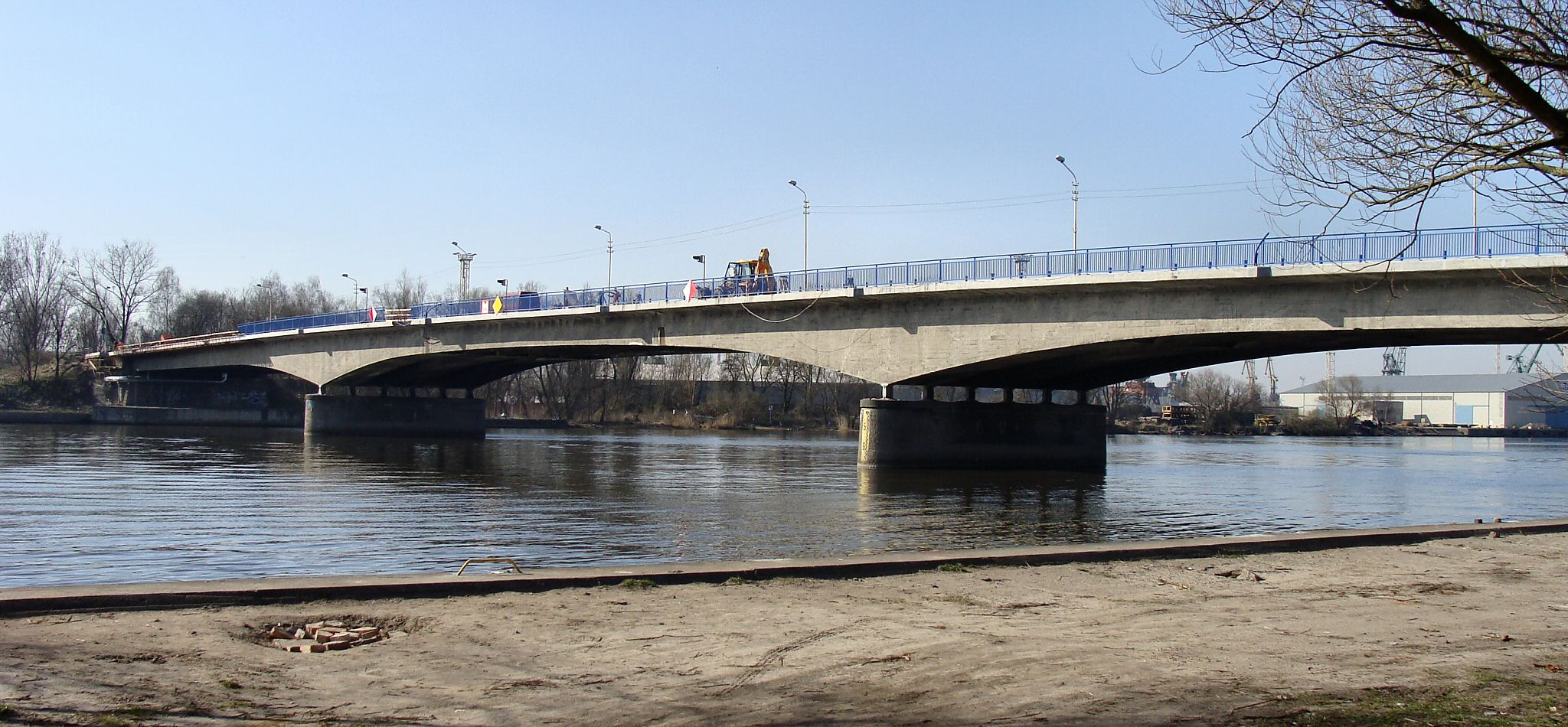
Most Cłowy (zdjęcie z 2009 r. - przed przebudową)

W średniowieczu w miejscu dzisiejszego mostu znajdowało się miejsce, gdzie pobierano myto od przepływających statków i przejeżdżających wozów i cło od towarów.

W 1909 roku władze niemieckie miasta postanowiły wybudować most zwodzony. Budowa trwała 3 lata. Projektantem ówczesnego mostu był radca budowlany Benduch. Został on wysadzony przez wycofujące się wojska niemieckie pod koniec II wojny światowej, wiosną 1945.
Po wojnie w 1947 roku na miejscu zburzonego obiektu powstał tymczasowy most typu Baileya. Stał on na drewnianych podporach i był mało wytrzymały na nadmierną eksploatację. Władze miejskie w 1954 roku postanowiły zbudować nowy most. Zaprojektowali go: inż. Maksymilian Wolff, inż. arch. Janusz Sapiński, inż. Piotr Kołodko i technik Eugeniusz Szymański. Budowę rozpoczęto w 1955 roku, natomiast ukończono 23 kwietnia 1960 roku. Most miał konstrukcję kablobetonową.
 
W 1994 roku przeprowadzony został remont mostu.

Kolejny remont (tym razem nieremontowanego od uruchomienia środkowego przęsła) rozpoczął się pod koniec listopada 2008. 
30 maja 2016 ze względu na zły stan techniczny mostu został zamknięty pas w kierunku Dąbia. 14 czerwca ogłoszono, że cała konstrukcja nośna mostu zostanie wymieniona. 15 czerwca o godzinie 23:15 ze względu na pogarszający się stan techniczny przeprawa została całkowicie zamknięta. W 2017 został całkowicie rozebrany; pozostawiono jedynie filary i przyczółki, które wykorzystane zostały pod nową stalową konstrukcję nośną obiektu. W drugiej połowie maja 2017 rozpoczęto montaż. Nowy most składa się z dwóch segmentów stalowych o wymiarach 14x100 m. Montaż odbywał się za pomocą hydraulicznych siłowników i polegał na nasuwaniu na istniejące filary oraz tymczasowe podpory usytuowane na stałym lądzie. Przęsło poruszało się z prędkością trzech metrów na godzinę. Akcję udało się zakończyć po kilkunastu godzinach. Most oddano ponownie do użytku 3 sierpnia 2017.